# Heinrich-Brüning-Straße 20 (Bonn)

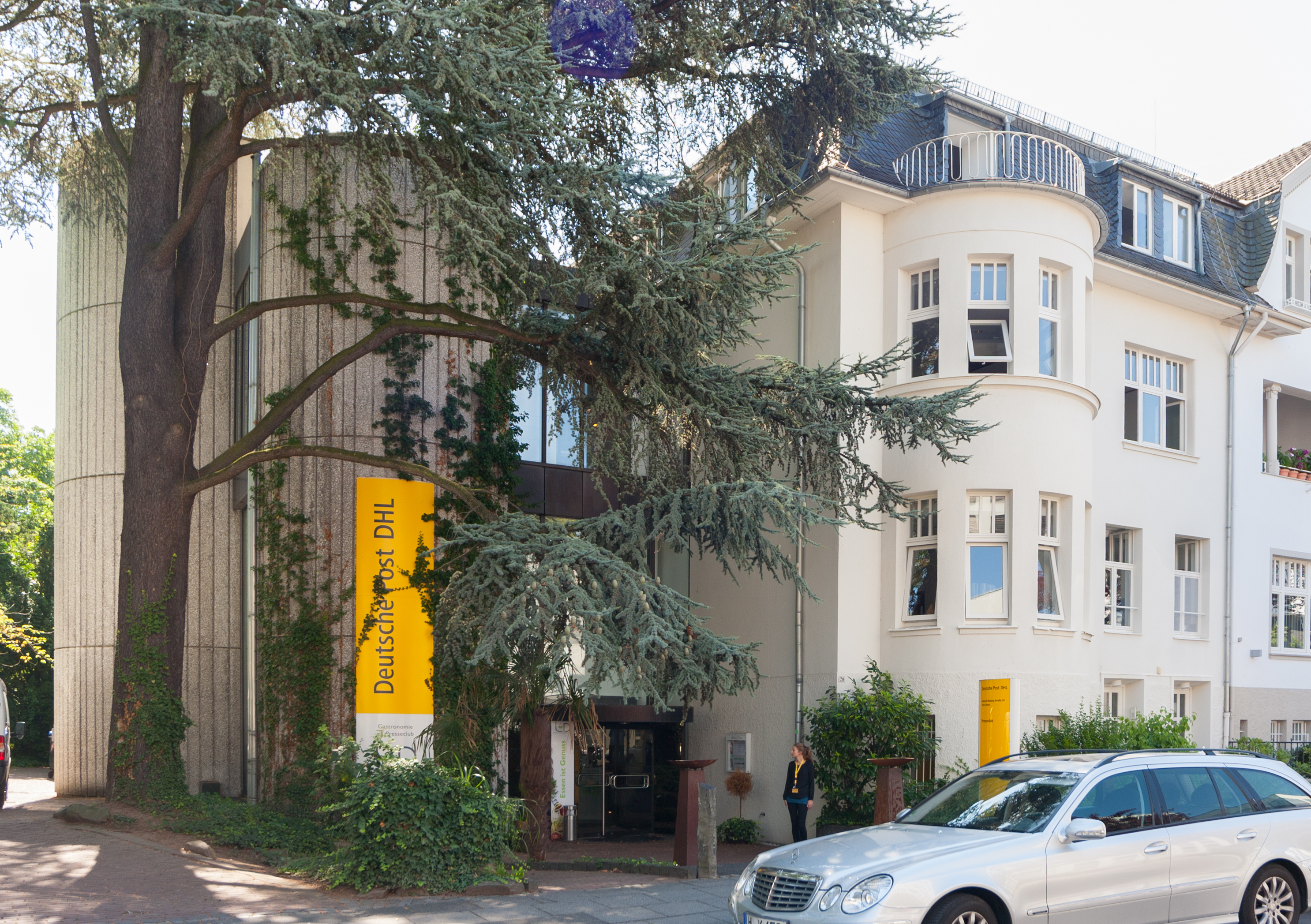
Villa und Presseclub-Anbau, Heinrich-Brüning-Straße 20 (2013)

Das Haus Heinrich-Brüning-Straße 20 ist eine Villa im Bonner Ortsteil Gronau, die 1909 errichtet und 1975–77 als „Presseclub“ einseitig um einen Anbau erweitert wurde. Sie bildet den linken Abschluss der dreiteiligen Villengruppe Heinrich-Brüning-Straße 16–20, die im Zentrum des Bundesviertels liegt. Die Villa steht mit ihrem äußeren Baukörper und dem Mansarddach seit dem Jahr 2000 als Baudenkmal unter Denkmalschutz.

## Geschichte
Die Villa wurde als Teil einer Villengruppe erbaut, die wie einige Gebäude in der damaligen „Villenkolonie Gronau“ am südlichen Bonner Stadtrand nach einem Entwurf des Bonner Architekten und Regierungsbaumeisters Julius Rolffs (1868–1946) für den Bauherrn Alfred Keller aus Siegburg entstand. Im Zweiten Weltkrieg erlitt die Villengruppe schwere Beschädigungen, auf die 1949 eine Wiederherstellung folgte.:155
Nachdem Bonn 1949 Regierungssitz der Bundesrepublik Deutschland geworden war, befand sich die Villa inmitten des neuen Parlaments- und Regierungsviertels. Nach ihrer Gründung 1950 nahm die Zentrale Rechtsschutzstelle ihren Sitz in der Liegenschaft und war hier mindestens bis 1955 beheimatet, ebenso spätestens ab 1951 bis Anfang der 1970er-Jahre die dem Bundesministerium der Justiz unterstehende Deutscher Bundesverlag GmbH, die zu 70 % dem Bund gehörte.

### Presseclub
Ende der 1960er-Jahre geriet die Villa ins Blickfeld des Deutschen Presseclubs, der – gemeinsam mit dem Verein der Ausländischen Presse in Deutschland (jeweils 25 %) und für das Bundespresseamt der Bundesrepublik Deutschland (50 %) Träger der Presseclub-Wirtschafts-GmbH – auf der Suche nach einem neuen Clubhaus war, das als Begegnungsstätte zwischen in- und ausländischen Journalisten, Bundespolitikern, Diplomaten und Wirtschaftsvertretern diente.:151 Das bisherige befand sich in der Villa Adenauerallee 89b und sollte einem Neubau für das angrenzende Postministerium weichen.:146/47 Als neue Stätte des Presseclubs in Betracht gezogen wurde insbesondere das engere Parlaments- und Regierungsviertel, worunter auch die in unmittelbarer Nachbarschaft zum Zentrum der deutschen Hauptstadtpresse im „Pressehaus“ des Tulpenfeld-Komplexes gelegene Villa Heinrich-Brüning-Straße 20 fiel. Da außerdem der seinerzeitige Nutzer der Liegenschaft, die Deutscher Bundesverlag GmbH, perspektivisch als Teil des Bundesjustizministeriums die neuerrichteten Kreuzbauten beziehen konnte, erschien sie dem Presseclub – erweitert um einen Neubau – als geeigneter Standort. In Konflikt standen die Pläne zunächst mit der Bund-Länder-Kommission für Bildungsplanung und Forschungsförderung, die in der Person von Hildegard Hamm-Brücher ebenfalls an der Villa interessiert war.:151
Im Oktober 1973 konnten die wesentlichen Hürden für das Projekt überwunden werden, die Deutscher Bundesverlag GmbH stimmte nach zwischenzeitlichem Widerstand dem Verkauf des Grundstücks zu. Der Umbau der Villa sowie die Errichtung des Anbaus für den Presseclub erfolgten im Auftrag der Bundesrepublik Deutschland unter Leitung der Bundesbaudirektion, die den Architekten Eberhard Schultz mit dem Entwurf beauftragte. Ende 1974 waren die Pläne abgeschlossen, im Frühjahr 1975 wurde mit dem Bau begonnen.:153 Am 18. August 1977 konnte das neue Clubhaus im Rahmen einer Pressekonferenz vorgestellt und im September eingeweiht und eröffnet werden. Es nahm 5,4 Millionen DM aus Bundes- sowie in geringem Maße privaten Mitteln („Presseclub-Kunstfonds“) in Anspruch, darunter 3,75 Millionen DM für Bau und Außenanlagen, 630.000 DM für die Inneneinrichtung und eine Million DM für das Grundstück. Das Clubhaus wurde vom Bund mietfrei der Presseclub-Wirtschafts-GmbH als Träger überlassen. Es verfügte über verschiedene Tagungs- und Clubräume, eine Bar im Sockelgeschoss sowie ein Restaurant mit mehreren Speisesälen und einer Küche, die für die Bewirtschaftung von 250 Gästen ausgelegt war. Für die Wirtschafts-GmbH waren Büros und ihren Geschäftsführer eine Wohnung vorgehalten.:155 Ausgestattet war das Haus mit einer Reihe künstlerischer Installationen, Plastiken und Skulpturen.:156 ff.

„[D]as neue, größere Gebäude vereint, was in der Bundeshauptstadt nicht gerade üblich ist, moderne Funktionalität und altmodische Bequemlichkeit auf passable, manche sagen sogar: pfiffige Art und Weise.“

Im Zuge der Verlegung des Parlaments- und Regierungssitzes zog der Deutsche Presseclub im Sommer 1999 nach Berlin um, wo er jedoch über kein eigenes Clubhaus mehr verfügt. Der Bund übertrug das nun leerstehende Bonner Clubhaus im Herbst 1999 der Stadt Bonn mit der Bedingung, es als Kommunikationszentrum für Medien aufrechtzuerhalten. Im Mai 2002 wurde mit einer Sanierung des Gebäudes bei Kosten von 900.000 Euro aus Mitteln der Vereinbarung über die Ausgleichsmaßnahmen für die Region Bonn begonnen, die bis zur Wiedereröffnung des Presseclubs im Januar 2003 abgeschlossen war. Als ideeller Träger des Clubs gründete sich der Verein Presseclub Bonn. Ende 2004 wurde der Betrieb aufgrund mangelnder wirtschaftlicher Tragfähigkeit wieder geschlossen, im Jahr darauf jedoch unter einem neuen Pächter wiederaufgenommen. Nach einer erneuten Schließung im September 2006 schrieb die Stadt Bonn die Liegenschaft 2007 zum Verkauf aus, der Anfang 2008 an den Bonner Unternehmer Marc Asbeck erfolgte, dem seither die gesamte Villengruppe Heinrich-Brüning-Straße 16–20 gehört. Der Verkaufserlös floss in die Rücklage für das World Conference Center Bonn. Nach einem 2009 fertiggestellten Umbau samt Kernsanierung nutzt die Deutsche Post das Gebäude seit 2010 als Kantine. Es ist weiterhin unter dem Namen „Presseclub“ als Treffpunkt für Journalisten, Pressesprecher und Vertreter aus Politik, Wirtschaft und Institutionen vorgesehen. Im März 2019 wurde bekannt, dass die Post den Mietvertrag nicht verlängert hat und die Kantine daher zum Ende jenes Monats schließt.

## Architektur
Die Villa ist zweigeschossig über einem hohen, leicht abgeböschten Sockelgeschoss (Souterrain) errichtet und wird nach oben von einem schiefergedeckten Mansardwalmdach abgeschlossen. An der Straßenfront besteht ein halbrunder Vorbau (Auslucht), der auf Höhe des Dachgesimses einen Balkon trägt. Der als Presseclub entstandene Anbau tritt aus der straßenseitigen Bauflucht des Altbaus etwas zurück, um dessen Fassadenwirkung nicht zu beeinträchtigen. Die Form des halbrunden Vorbaus der Villa findet sich hier in zwei runden Bauteilen sowie in der rückseitigen Terrasse wieder. Die Nutzfläche der Liegenschaft beträgt etwa 1.300 m².

## Kunstausstattung
Für die dauerhafte Kunstausstattung des „Presseclubs“ waren zu seiner Eröffnung im Jahre 1977 Direktaufträge paritätisch an weibliche und männliche Künstler/-innen vergeben worden. Es entstanden im Außenbereich eine von der Terrassenüberdachung hängende Skulptur aus Edelstahl von Ernst Günter Hansing, jeweils als Wandgestaltung der kreisrunden Räume des Anbaus der Politikerzoo des Grafikers und Karikaturisten Josef Partykiewicz (1922–2003) mit etwa 20 Tierdarstellungen prominenter Politiker in der ersten Etage (Medienecke) und ein Wandteppich als Tapisserie von Sigrid Wylach unter einer textilen Deckengestaltung im Erdgeschoss/Hochparterre (Gastraum), zudem im Eingangsbereich des Erdgeschosses eine Glasgestaltung der Fensterwand von Hella Santarossa. Während der Politikerzoo in die Sammlung des Hauses der Geschichte überging, ist der Verbleib der anderen Kunstwerke unbekannt (Stand: 2013).